# 보그걸
보그걸(Vogue Girl)은 콘데 나스트 퍼블리케이션스의 잡지 틴 보그를 모체로 한 대한민국의 잡지로, 2002년 창간되었다. 2015년 12월호를 끝으로 폐간되었다.